# Lentipes
 Lentipes és un gènere de peixos de la família dels gòbids i de l'ordre dels perciformes.

## Taxonomia
- Lentipes adelphizonus (Watson & Kottelat, 2006)[2]
- Lentipes armatus (Sakai & Nakamura, 1979)
- Lentipes bandama (Risch, 1980)
- Lentipes bustamantaei (Boulenger, 1916)
- Lentipes concolor (Gill, 1860)
- Lentipes crittersius (Watson & Allen, 1999)
- Lentipes dimetrodon (Watson & Allen, 1999)
- Lentipes kaaea (Watson, Keith & Marquet, 2002)[3]
- Lentipes multiradiatus (Allen, 2001)[4]
- Lentipes rubrofasciatus (Maugé, Marquet & Laboute, 1992)
- Lentipes solomonensis (Jenkin, Allen & Boseto, 2008)[5]
- Lentipes watsoni (Allen, 1997)
- Lentipes whittenorum (Watson & Kottelat, 1994)[6][7][8][9][10][11][12]